# Wola Uhruska
Wola Uhruska è un comune rurale polacco del distretto di Włodawa, nel voivodato di Lublino.
Ricopre una superficie di 150,86 km² e nel 2004 contava 4 223 abitanti.